# Baba (singolo)
Baba è un singolo della cantante marocchina Manal e del rapper italiano Ghali, pubblicato il 17 novembre 2023 come secondo estratto dall'album di Manal Arabian Heartbreak. 

## Descrizione
Il brano è cantato in lingua araba e in lingua italiana, alternando frasi anche in tunisino.

## Tracce
Testi di Manal, Ghali Amdouni.
1. Baba (feat. Ghali) – 2:50